# Huining
Huining, tidigare stavat Hweining, är ett härad inom Baiyins stad på prefekturnivå i provinsen Gansu i nordvästra Kina.
Huining är indelat i 24 köpingar och fyra socknar (varav en etnisk minoritetssocken).
Köpingar (zhen):

- Baicaoyuan (白草塬镇)
- Caotan (草滩镇)
- Chaijiamen (柴家门镇)
- Dagou (大沟镇)
- Dingjiagou (丁家沟镇)
- Gangouyi (甘沟驿镇)
- Guochengyi (郭城驿镇)
- Hanjiacha (汉家岔镇)
- Hanjiaji (韩家集镇)
- Hepan (河畔镇)
- Houjiachuan (侯家川镇)
- Huishi (会师镇)
- Laojunpo (老君坡镇)
- Liujia Zhaizi (刘家寨子镇)
- Pingtouchuan (平头川镇)
- Sifangwu (四房吴镇)
- Taipingdian (太平店镇)
- Touzhaizi (头寨子镇)
- Tumenxian (土门岘镇)
- Xinyuan (新塬镇)
- Xinzhuang (新庄镇)
- Yangyaji (杨崖集镇)
- Zhaijiasuo (翟家所镇)
- Zhongchuan (中川镇)

Socknar (xiang):

- Baliwan (八里湾乡)
- Dangjiaxian (党家岘乡)
- Tugaoshan (土高山乡)

Etnisk minoritetssocken (zu xiang) för huifolket:
- Xintianbao Xintianbao Huizu Xiang (新添堡回族乡)